# Jiquipilas (kommun)
Jiquipilas är en kommun i Mexiko.   Den ligger i delstaten Chiapas, i den sydöstra delen av landet, 700 km sydost om huvudstaden Mexico City.
Följande samhällen finns i Jiquipilas:
- Jiquipilas
- Tierra y Libertad
- José María Pino Suárez
- Tiltepec
- Vicente Guerrero
- Cuauhtémoc
- Julián Grajales
- Quintana Roo
- Nueva Palestina
- Baja California
- El Triunfo
- Unión Agrarista
- Cristóbal Colón
- Miguel Hidalgo
- Sinaloa
- Chiapas Nuevo
- Luis Espinosa
- Nueva Francia
- Llano Grande
- Michoacán
- Liberación
- Plan de Ayala
- Nueva Independencia
- Hierba Santa
- Subteniente Pedro Sánchez
- San Dionisio
- Absalón Castellanos Domínguez
- Venustiano Carranza
- Francisco Villa Uno
- Francisco Villa Dos
- Francisco I. Madero
- Galilea
- Catorce de Septiembre
- Santo Tomás